# Arthas Menethil
Arthas Menethil est un personnage de fiction de la série de jeux vidéo et de romans Warcraft créé par Blizzard Entertainment. Arthas fait son apparition dans Warcraft III dans lequel il incarne un jeune paladin, prince du royaume de Lordaeron, luttant contre une invasion de morts-vivants. Après avoir été corrompu par le Roi Liche grâce à une épée maléfique qu'il découvre dans les terres glacées de Norfendre, il sert ce dernier et participe à la chute du Royaume de Lordaeron. Il parvient ensuite à libérer le Roi Liche avant de prendre sa place sur le Trône de Glace, position qu'il occupe toujours dans World of Warcraft jusqu'à ce que Tirion Fordring parvienne à le vaincre et que Bolvar Fordragon prenne sa place.

## Histoire

### Un jeune chevalier plein d'avenir
Fils cadet du roi Terenas Menethil de Lordaeron, Arthas était un jeune prince promis à un bel avenir : très aimé de son peuple, il était également le plus jeune et le plus prometteur des paladins, et le protégé d’Uther le Porteur de Lumière (Uther Lightbringer), héros des deux premières guerres, et fondateur de la Main d’argent. Beau chevalier, Arthas vécut pendant un temps une idylle passionnée avec l’une des plus talentueuses archimages du Kirin Tor, la jeune Jaina Portvaillant. Mais rappelés par leurs devoirs respectifs, ils durent se séparer, la mort dans l’âme. Talentueux, téméraire et courageux, mais aussi têtu et impétueux, Arthas ne désirait avant tout que servir son peuple et le défendre contre ses ennemis, à l’image de son mentor.
À l’aube de la Troisième Guerre, un clan Orc de guerriers Rochenoire avait fait son retour sur Lordaeron et emmena de nombreux citoyens destinés au sacrifice. Avec l’aide d’Uther, Arthas mit rapidement fin à la menace Orc qui pesait sur Lordaeron : le territoire semblait sécurisé, néanmoins une Ombre grandissait au Nord…

### De la Lumière à l'Ombre
Assisté par son amie Jaina Portvaillant, Arthas enquêtait sur une mystérieuse épidémie qui décimait son peuple, il apprit que celle-ci avait été causée par un nécromancien du nom de Kel’Thuzad : le Fléau était né. Si Arthas parvint à tuer le nécromancien, qui lui indiqua au passage que sa mort ne changerait rien, il ne put empêcher l’envoi des caisses de grain contaminé vers d’autres villages de Lordaeron qui furent rapidement contaminés : Heartglen, Stratholme virent leurs habitants transformés en zombies…
Un Seigneur de l’effroi du nom de Mal’Ganis planifiait la propagation du Fléau. Ne pouvant supporter cela, Arthas décida de « nettoyer » toute la ville de Stratholme de ses habitants contaminés, et entra en conflit avec Jaina et Uther, qui fut relevé du commandement de la Main d’Argent. Après avoir empêché Mal’Ganis de prendre le contrôle des habitants de Stratholme, il le poursuivit jusqu’aux terres glacées de Norfendre (Northrend), décidé à en finir avec lui.
Arrivé en Norfendre, il fit la rencontre imprévue de Muradin Barbe-de-bronze (Muradin Bronzebeard), qui lui révéla l’existence d’une puissante épée runique du nom de Deuillegivre (Frostmourne en version anglaise) et reçut son aide, malgré les doutes du chef nain sur l’attitude de plus en plus sombre d’Arthas, aveuglé par la haine et le désir de vengeance, qui brûla ses propres navires pour empêcher son armée rappelée par Terenas de repartir à Lordaeron, et fit tuer par ses hommes les mercenaires qui s’étaient battus pour lui. Néanmoins, pendant que ses hommes défendaient le camp, Arthas et Muradin purent vaincre le Gardien de la chambre et arrivèrent enfin au socle de Deuillegivre : malgré les avertissements vains de Muradin sur la malédiction de l’épée qui semble périr lors de la libération de celle-ci dans Warcraft III — dans une quête de World of Warcraft, il se relève et s’échappe — Arthas en assuma les conséquences et se saisit de Deuillegivre, dans le but de sauver son peuple. Le prix à payer fut terrible…
Désormais muni d’une arme chaotique, Arthas combattit Mal’Ganis et finit par le vaincre : écoutant les murmures du Roi Liche à travers l’épée, il supprime le seigneur de l’effroi. Mais, rendu fou par l’utilisation de Deuillegivre, il disparaît dans Norfendre et se rend à la couronne de glace : le Roi Liche a capturé l’âme du jeune paladin par l’intermédiaire de l’épée maudite. Arthas retourne néanmoins à Lordaeron où lui est fait un accueil triomphal à la suite de ses exploits, mais alors que Terenas le félicite, Arthas se saisit de lui, dans le but de prendre sa succession, et transperce froidement son père de sa lame. Arthas a définitivement basculé dans l’Ombre…

### La résurrection de Kel'Thuzad et le retour d'Archimonde
Privé de son âme et acquis à la cause mort-vivante, Arthas réactive le culte des damnés dispersé dans Lordaeron sous les ordres du Seigneur de l’Effroi Tichondrius. Il s’ensuivit une succession d’actes salissant à jamais la mémoire d’Arthas : profanation des cendres du Roi Terenas et meurtre de son ancien maître Uther Lightbringer (qui le considérait comme un fils), massacre des Hauts Elfes de Quel’Thalas et de leur ranger Sylvanas Coursevent, dans le but de ressusciter grâce à l’énergie du puits solaire le nécromancien jadis tué par Arthas, Kel’Thuzad.
Mais si Arthas et Kel’Thuzad agissent sous les ordres des Seigneurs de l’Effroi en vue de préparer le retour d’Archimonde et de la Légion Ardente sur Azeroth, ils n’en demeurent pas moins fidèles au Fléau et au Roi Liche, emprisonné par les Nathrezims et agissant secrètement pour son propre compte. L’incantation n’étant possible qu’en un lieu occupé par de fortes puissances magiques, Arthas assiège Dalaran, défendue par Antonidas et les archimages du Kirin Tor qui finiront par tomber sous les coups des morts-vivants. Arthas défend ensuite Kel’Thuzad, afin que celui-ci réussisse son incantation. Une fois Archimonde revenu sur Azeroth, il écarte Arthas et Kel’Thuzad des affaires des morts-vivants…

### Prise de pouvoir du Fléau
Restant dans l’ombre lors de l’invasion de Lordaeron par la Légion Ardente, Arthas va néanmoins participer indirectement à sa chute. Sur Kalimdor, il provoque Illidan en duel, l’informe de l’existence du Crâne de Guldan, et l’incite à s’approprier sa puissance afin de vaincre Tichondrius, présent à Gangrebois. Ainsi, il assiste à l’élimination du Seigneur de l’Effroi par Illidan, et à la défaite d’Archimonde lors de la bataille du Mont Hyjal.
À la fois débarrassé de l’Alliance humaine balayée lors de l’invasion de la Légion, et de la Légion elle-même gênante pour le Roi Liche, le désormais Roi Arthas se rend en maître à Lordaeron pour exterminer les dernières poches de résistance humaine, à l’aide de son fidèle allié Kel’Thuzad et Sylvanas Coursevent qui l’a suivi dans la mort. Mais, à la suite de la fissure du Trône de Glace provoquée par Illidan, le Roi Liche perd ses pouvoirs et Arthas peine de plus en plus à garder le contrôle sur le Fléau : les serviteurs de la Légion Varimathras, Detheroc et Balnazzar en profitent pour mener une insurrection à Lordaeron, à laquelle Arthas échappe difficilement. Il échappe également — grâce à Kel’Thuzad — à une embuscade menée par Sylvanas, qui libérée du joug du Roi Liche, tenait à faire payer au chevalier de la mort les souffrances endurées. Répondant à l’appel de son maître menacé à Norfendre, Arthas retourne une nouvelle fois dans les territoires glacés…

### L'avènement du Roi Liche
En Norfendre, Arthas rencontra Anub’arak qui l’aida à gagner le glacier de la couronne de glace malgré la présence des Elfes de Sang de Kael’thas et des Nagas de Dame Vashj, tous au service d’Illidan qui agissait pour le compte de la Légion Ardente et de Kil’Jaeden, cherchant à détruire son ancienne création, le Roi Liche. Afin d’atteindre le Trône de Glace plus rapidement, Arthas guidé par Anub’Arak se risqua à passer dans le Royaume Souterrain des nérubiens, où il dut affronter une colonie de nains cherchant à lui faire payer la mort de Muradin, des araignées géantes et d’autres créatures connues sous le nom des Sans-visages. Néanmoins, Arthas arriva juste à temps au glacier pour intercepter Illidan. Après avoir vaincu celui-ci en combat singulier, Arthas parvint à prendre le contrôle des obélisques commandant l’ouverture du glacier.
Il gravit alors une à une les marches du Trône de Glace, ressassant tous les souvenirs de la Troisième Guerre, arriva devant le bloc de glace renfermant le Roi Liche, ordonnant de le libérer. À l’aide de Deuillegivre (Frostmourne), il brisa la glace et le casque tomba à terre : il le ramassa, puis le revêtit. Désormais, le chevalier de la mort Arthas Menethil, et l’Ancien Chaman Ner’zhul ne forment plus qu’un, régnant d’une poigne de fer sur le Fléau et constituant l’entité la plus puissante qu’Azeroth ait jamais connue…

### DansWorld of Warcraft
Le Roi Liche a bâti une forteresse autour du Glacier de la Couronne de Glace, forteresse hébergeant plusieurs milliers de soldats du Fléau. Avec cette forteresse, le glacier est implanté en tant que raid de haute difficulté de la nouvelle extension du célèbre MMORPG World of Warcraft, nommée Wrath of the Lich King (notez que la partie « Lich King », ou Roi Liche, désigne Arthas).
Il est également présent en tant que donneur de quêtes pour les Chevaliers de la Mort quand ils commencent dans les Maleterres de l’Est.
Dans le raid de World of Warcraft, la croisade d’argent, dirigée par Tirion Fordring, finit par enfoncer les portes de la terrible Citadelle, les chevaliers de la lame d’ébène ainsi que les forces de l’Alliance et de la Horde sont également présentes pour mettre un terme au règne du Roi Liche.
Après de nombreux combats et la victoire contre les lieutenants du fléau, le Généralissime Fordring armée de l’arme sacrée Le porte-cendres ainsi qu'un mystérieux chevalier armé de Deuillelombre (Shadowmourne) se retrouvent enfin face à l’ancien Prince de Lordearon.
Dès le début du combat, Arthas enferme le Paladin dans un bloc de glace pour s’occuper des forces de la Horde/Alliance (selon la faction du joueur). 
Après une longue bataille éprouvante (15 à 20 minutes en moyenne), le chef du fléau utilisera toute la puissance de Deuillegivre pour tuer sous le regard impuissant de Tirion les fiers croisés. 
Alors que le Roi Liche jubilait et savourait sa victoire en relevant les cadavres des héros pour renforcer son armée, Tirion fit appel à la Lumière pour se sortir de sa prison de givre.
À la suite de la libération de Fordring, l'âme de Térénas fit son apparition afin de ressusciter les héros indemnes de l'influence de Deuillegivre et permettre la défaite d'Arthas épuisé par le combat. Le prince meurt dans les bras du fantôme de son père, apparemment libéré de la malédiction des Morts-vivants.
Par la suite, nous apprenons que une fois mort et en ombreterre* (*L'ombreterre est l'endroit où se retrouvent tous les morts de l'univers de Warcraft) la partie de l'âme d'Uther le porteur de lumière, qui n'était pas enfermée dans Deuillegivre, reviens le jour où Arthas/Le roi liche est vaincu. L'âme d'Arthas l'ancien Roi liche est prise, et jetée dans l'antre* par nul autre qu'Uther, l'ancien Maitre Paladin de Arthas, Uther (son âme) devenue dans la mort un protecteur de l'ombreterre et de bastion, mystérieuse Zone ou les âmes des plus vaillants mortels se rencontrent. (*l'antre étant l'équivalent de l'enfer dans l'univers de Warcraft), un endroit où les pires êtres de l'univers sont enfermés et condamnés a une éternité de torture, de supplice, et de damnation.

## Critique et analyse
Du fait de ses apparitions dans Warcraft III puis dans World of Warcraft, le personnage d'Arthas s'impose comme un des méchants les plus mémorables de la série, la presse spécialisée le désignant régulièrement comme l'un des meilleurs méchants de jeu vidéo. En 2010, il est cité dans la liste des dix meilleurs personnages de jeu vidéo publié par The Guardian qui met en avant les profonds changements qui bouleversent sa personnalité, transformant un chevalier hautement considéré pour sa vaillance en un monstre capable des pires atrocités, incluant notamment de massacrer des paysans ou d'assassiner son propre père, le roi Terenas. En 2011, son incarnation en Roi Liche apparait ainsi dans le classement des meilleurs méchants de jeu vidéo publié par le magazine Complex. En 2013, le site GamesRadar+ le classe cinquième de son classement des cent meilleurs méchants de jeu vidéo. Enfin, en 2015, il est classé 25e dans le classement des cinquante meilleurs personnages de jeu vidéo du site Empire Online où il est décrit comme le personnage le plus « tragique » de l'univers de Warcraft.

## Adaptation

### Romans
Arthas est le personnage principal d'un roman basé sur l'univers de Warcraft baptisé Rise of the Lich King.

### Autres jeux vidéo
Arthas apparaît dans le jeu vidéo musical Guitar Hero: Warriors of Rock. Il est également un des héros disponibles dans le jeu vidéo Heroes of the Storm.
Dans le jeu vidéo Hearthstone, le personnage d'Arthas peut être obtenu en battant le Roi Liche avec les neuf classes, dans l'aventure sortie lors de l'extension des chevaliers du trône de glace.

## Autres
Une statue en bronze de 4,5 mètres de haut à l'effigie du personnage se trouve dans un parc de la ville de Taichung, à Taïwan. Elle a été sculptée par l'artiste taïwanais Steve Wang.